# 왕조 (스포츠)
스포츠에서 왕조는 오랜 기간 동안 스포츠나 리그를 지배하는 팀 또는 개인을 지칭하는 말이다. 일부 스포츠에서는 명예의 전당과 같이 왕조의 공식 목록을 유지하는 경우도 있으나, 대부분의 경우에는 팀 또는 개인이 왕조가 되었는지 아닌지에 대해 판단할 때 개인의 주관성이 작용한다.